# Église Saint-Christophe de Llugols
Pour les articles homonymes, voir église Saint-Christophe.
L'église Saint-Christophe de Llugols est une église romane située dans le hameau de Llugols, sur la commune de Ria-Sirach, dans le département français des Pyrénées-Orientales.